# Státní znak Vanuatu
Státní znak Vanuatu je tvořen melanéským bojovníkem s kopím. Za ním jsou zelené, zkřížené listy kapradiny namele, krajina s horou a zatočený kančí zub. Vše v přirozených barvách. Pod výjevem je žlutá stuha s mottem: "LONG GOD YUMI STANAP" (česky Vznášíme se k bohu).
Zatočený kančí zub je tradiční a oblíbená ozdoba místních obyvatel, je symbolem moci a bohatství. Dvě zkřížené ratolesti kapradiny jsou symbolem domorodých náčelníků a i dnes představují nový stát a jeho ústavu. Jejich 39 lístků odpovídá počtu členů poslanecké sněmovny.

## Historie
V roce 1934 (jiný zdroj uvádí rok 1906) byla zavedena vlastní vlajka souostroví, dříve známého pod názvem Nové Hebridy. Emblém (anglicky Badge), užívaný na vlajce, byl tvořen kresbou tudorovské koruny s červeným sametem a kolem ní černý opis NEW HEBRIDES, to vše v bílém kruhu.
V roce 1953 byla kresba koruny upravena na korunu sv. Eduarda.

Britský emblém Nových Hebrid (1906/1934–1953)
Britský emblém Nových Hebrid (1953–1980)

Státní znak byl zaveden společně se státní vlajkou 30. července 1980, ihned po vyhlášení nezávislosti Vanuatu na Francii a Spojeném království.

## Další použití znaku
Státní znak je vyobrazen na vlajce vanuatského prezidenta.

Vlajka vanuatského prezidenta Poměr stran: 3:5